# José Juncal Verdulla
José Juncal Verdulla (Pontevedra, 4 de diciembre de 1869 - Barcelona, 20 de junio de 1961) fue un pedagogo, periodista y escritor español.

## Trayectoria
Republicano lerrouxista, como periodista fundó El Grito del Pueblo, dirigió La Unión Republicana, La Acción y La Libertad y colaboró en El Combate, El Progreso y Galicia en Cataluña. Casado con Amelia Lerroux, hermana de Alejandro Lerroux, por motivos políticos se estableció en Barcelona en 1910. Fue director de la Escuela de Magisterio de Barcelona y presidente del Centro Gallego de Barcelona, la que, bajo su mandato, se metió de lleno en la política radical. Fue el primer presidente de la Federación de Casas regionales de Barcelona, colectivo fundado en 1929. Fue concejal y teniente-alcalde de Barcelona. Nominado embajador en Portugal en octubre de 1933, continuó en el cargo hasta febrero de 1936, siendo sustituido por Claudio Sánchez Albornoz.

## Obras
- Elementos de ciencia gramatical de la lengua hispanoamericana (1912 y 1914)
- La cuestión pedagógica en España (1923)